# Xylopia rubescens
Xylopia rubescens Oliv. – gatunek rośliny z rodziny flaszowcowatych (Annonaceae Juss.). Występuje naturalnie w Afryce na obszarze od Liberii i Sudanu na północy aż po Angolę i Zambię na południu. 

## Morfologia
PokrójZimozielone drzewo dorastające do 5–20 m wysokości. Kora ma jasnoszarą barwę. Młode pędy są owłosione.
LiścieMają kształt od podłużnego do prawie lancetowatego lub eliptycznego. Mierzą 9–21 cm długości oraz 4–8 szerokości. Są skórzaste, owłosione od spodu. Nasada liścia jest klinowa. Wierzchołek jest tępy lub spiczasty. Ogonek liściowy jest owłosiony i dorasta do 5–18 mm długości.
KwiatySą pojedyncze lub zebrane po 2–5 w wierzchotkach. Rozwijają się w kątach pędów. Działki kielicha są owłosione, mają owalnie trójkątny kształt i dorastają do 2–4 mm długości. Płatki zewnętrzne są żółtopomarańczowe. Mają kształt od liniowego do lancetowato trójkątnego i dorastają do 25–30 mm długości. Są bardzo różne, owłosione. Płatki wewnętrzne są czerwone. Mają kształt od romboidalnego do prawie lancetowatego i osiągają 4–6 mm długości. Słupków jest do 8 do 11. Są owłosione i mierzą 4 mm długości.
OwocePojedyncze lub złożone z 2–11 zielonożółtawych rozłupni. Mają cylindryczny kształt i są wygięte. Osiągają 2–7 cm długości oraz 1,5–1,5 cm średnicy.

## Biologia i ekologia
Rośnie w wilgotnych lasach. Występuje na wysokości do 1500 m n.p.m.

## Zmienność
W obrębie tego gatunku wyróżniono jedną odmianę:
- Xylopia rubescens var. klaineana Pellegr.